# Jens Fjellström
Jens Fjellström (* 27. Oktober 1966 in Umeå) ist ein ehemaliger schwedischer Fußballspieler.

## Werdegang
Fjellström debütierte 1988 für Djurgårdens IF in der Fotbollsallsvenskan. 1990 gewann er mit dem Klub den Svenska Cupen. Nachdem er mit dem Klub am Ende der Spielzeit 1992 aus der ersten Liga absteigen musste, schloss er sich dem Ligarivalen Malmö FF an. Mit seinem neuen Klub erlitt er 1999 das gleiche Schicksal, blieb dem Klub aber in der Superettan treu und schaffte mit ihm den direkten Wiederaufstieg. Nach Ende der Zweitligasaison beendete er seine aktive Laufbahn.
Während einer Australientour der schwedischen Nationalmannschaft debütierte Fjellström am 26. Januar 1992 beim 0:0-Unentschieden gegen Australien in der Auswahl. Sein zweites und letztes Länderspiel bestritt er gegen denselben Gegner am 2. Februar desselben Jahres.
Fjellström arbeitete zwischenzeitlich als Fußballexperte für den schwedischen Ableger von Canal+. Bei der Weltmeisterschaft 2006 arbeitete er zudem für TV4.
Im Sommer 2016 kehrte Fjellström zu seinem ehemaligen Klub zurück, um als für Analyse und Daten zuständiger Trainerassistent den Trainerstab rund um Allan Kuhn zu vervollständigen.
Im Oktober 2022 wurde er Co-Trainer der australischen Fußballnationalmannschaft der Frauen.